# OpenDocument
OpenDocument format (ODF), ali daljše OASIS Open Document Format for Office Applications (format OASIS Open Document za pisarniške programe), je odprt datotečni format, ki je nemenjen shranjevanju in izmenjavi pisarniških dokumentov, ki jih je moč urejati. Med take dokumente spadajo besedilni dokumenti (zabeležke, poročila, knjige in podobno), preglednice, predstavitve, podatkovne zbirke in grafikoni. Standard so razvili pri industrijskem združenju OASIS (organizacija za napredek standardov za strukturirane informacije) in temelji na datotečnem formatu na osnovi XML, ki so ga ustvarili pri OpenOffice.org. ODF je bil pri OASIS potrjen kot standard 1. maja 2005. Osnutek za standard ISO ISO/IEC 26300 je bil potrjen 3. maja 2006.
Standard je na očeh javnosti razvijalo več organizacij in je prosto dostopen. To pomeni, da ga lahko uporabi in implementira kdorkoli, brez kakršnih koli omejitev. Format OpenDocument predstavlja odprto alternativo zaprtim, lastniškim formatom za dokumente. Organizacije in posamezniki, ki svoje podatke shranjujejo v odprtih formatih, kakršen je OpenDocument, se lahko izognejo odvisnosti od samo enega prodajalca programske opreme. Na ta način lahko prosto zamenjajo program, če prodajalec zviša ceno programa, spremeni program, spremeni licenco programa v neugodno, preneha prodajati program ali preneha s poslom.

## Specifikacije
Najpogostejše končnice imen datotek, ki se uporabljajo za dokumente OpenDocument so: .odt za besedilne dokumente, .ods za preglednice, .odp za predstavitve in .odg za grafiko. Format za podatkovne zbirke OpenDocument.org (.odb) ni del specifikacije. Datoteka OpenDocument je lahko preprosta datoteka XML, ki za korenski element uporablja <office:document>. Lahko pa je tudi stisnjen arhiv Jar (Zip), ki vsebuje vrsto datotek in map. Skoraj izključno se uporalja samo format temelječ na Jar-u, saj je datoteka tako lahko precej manjša, dodana pa je lahko tudi vsebina v dvojiški obliki.

## Standardizacija
Standard OpenDocument so razvili pri industrijskem združenju OASIS (organizacija za napredek standardov za strukturirane informacije). Pri postopku standardizacije so sodelovali mnogi razvijalci pisarniških paketov in povezanih sistemov za dokumente. Po šestih mesecih pregledovanja in ocenjevanja je 3. maja 2006 ob visoki udeležbi in brez negativnega glasu organizacija ISO potrdila osnutek specifikacije OpenDocument. Ko se postopek zaključi, bo OpenDocument postal standard ISO 26300.

## Programska podpora
Veliko obstoječih programov že podpira format OpenDocument. Microsoft Office zaenkrat ne podpira formata OpenDocument, pri Microsoftu pa razmišljajo o podpori formatu OpenDocument v prihodnjih različicah svojih pisarniških programov.
Na voljo je podrobnejši seznam programov s podporo za OpenDocument.
Za promocijo formata OpenDocument je bila ustanovljena organizacija OpenDocument Fellowship Arhivirano 2006-07-07 na Wayback Machine..

## Licenciranje
Specifikacija za OpenDocument je na voljo za prost prenos in uporabo. Nepreklicen dogovor o intelektualni lastnini, ki ga je sklenil ključni sodelavec Sun Microsystems  je edina izjava glede pravic do intelektualne lastnine, ki je povezana s specifikacijo. Izjava vsem, ki želijo implementirati specifikacijo, zagotavlja, da specifikacija ne vsebuje ničesar, za kar bi bilo potrebno licenciranje. Vzajemne pogoje licenciranja, brez dajatev, promovirajo nekatere organizacije za razvoj standardov, kot sta W3C in OASIS. To je en izmed načinov za izogibanje konfliktom povezanih z intelektualno lastnino, pri čemer se še vedno promovira inovacija. Na kratko: Vsakdo lahko implementira OpenDocument, brez omejitev.